# 上海公交780路
780路是上海市一条公交线路，本线于1994年开通，由上海浦东上南运营，由永泰路东明路到重庆北路延安东路止。
据新闻晚报报导，该线路因车身倾斜近30度被戏称“车歪歪”。

## 路线基本资料

### 线路走向
- 上行：自泰环路起经永泰路、东明路、三林路、杨高南路、浦三路、浦东南路、南浦大桥、中山南路、中山南一路、鲁班路、重庆南路、重庆中路至重庆北路止。
- 下行：自重庆北路起经延安东路、黄陂南路、淮海中路、重庆南路、鲁班路、中山南一路、中山南路、南浦大桥、浦东南路、南码头路、东方路、浦三路、杨高南路、三林路、东明路、永泰路至泰环路止。

### 服务时间
- 永泰路东明路：05:05-22:30
- 重庆北路延安东路：05:30-23:15

### 收费
全程单价RMB¥2，无人售票，线路实行公交换乘优惠。

### 停站
- 上行：永泰路东明路 - 东明路永泰路 - 三林路东明路 - 杨高南路三林路 - 杨高南路联民路 - 杨高南路板泉路 - 杨高南路南江苑 - 杨高南路成山路 - 浦三路昌里东路 - 浦三路齐河路 - 浦三路东方路 - 浦东南路浦三路 - 中山南路南车站路 - 中山南路西藏南路 - 中山南一路鲁班路 - 鲁班路斜土路 - 重庆南路复兴中路 - 重庆北路延安东路
- 下行：重庆北路延安东路 - 重庆南路复兴中路 - 鲁班路斜土路 - 中山南一路鲁班路 - 中山南路西藏南路 - 中山南路南车站路 - 浦东南路浦三路 - 东方路浦三路 - 浦三路齐河路 - 杨高南路浦三路 - 杨高南路成山路 - 杨高南路南江苑 - 杨高南路板泉路 - 杨高南路联民路 - 三林路杨高南路 - 三林路东明路 - 东明路永泰路 - 永泰路东明路

### 途经重要地点
三林印象城、家乐福（新里城店）